# Liste der Monuments historiques in Sorcy-Bauthémont
Die Liste der Monuments historiques in Sorcy-Bauthémont führt die Monuments historiques in der französischen Gemeinde Sorcy-Bauthémont auf.

## Liste der Immobilien
| Bezeichnung       | Beschreibung           | Standort                      | Kennzeichnung     | Schutzstatus | Datum | Bild           |
| ----------------- | ---------------------- | ----------------------------- | ----------------- | ------------ | ----- | -------------- |
| Kirche Notre-Dame | ab dem 12. Jahrhundert | Sorcy, rue de l’Église (Lage) | Kirche Notre-Dame | Classé       | 1986  | weitere Bilder |

## Liste der Objekte
| Bezeichnung         | Beschreibung                                                                                     | Standort                               | Kennzeichnung | Schutzstatus | Datum | Bild |
| ------------------- | ------------------------------------------------------------------------------------------------ | -------------------------------------- | ------------- | ------------ | ----- | ---- |
| Hauptaltar          | Altartisch, Tabernakel, Retabel, Baldachin und fünf Skulpturen; Marmor, Holz, bezeichnet 1717    | Sorcy, in der Kirche Notre-Dame (Lage) | PM08000541    | Classé       | 1975  |      |
| Chorgestühl         | Holz, Anfang des 18. Jahrhunderts                                                                | Sorcy, in der Kirche Notre-Dame (Lage) | PM08000544    | Classé       | 1976  |      |
| Marienaltar         | linker Seitenaltar; Altartisch, Retabel und Skulptur; Stein, Marmor, Anfang des 18. Jahrhunderts | Sorcy, in der Kirche Notre-Dame (Lage) | PM08000542    | Classé       | 1976  |      |
| Rechter Seitenaltar | Altartisch, Retabel und Skulptur; Stein, Marmor, Anfang des 18. Jahrhunderts                     | Sorcy, in der Kirche Notre-Dame (Lage) | PM08000543    | Classé       | 1976  |      |